# Mwambutsa IV
Mwambutsa IV Bamgiricenge (Nyabitogi, 1912-Ginebra, 26 de abril de 1977) fue proclamado rey —Mwami— de Burundi tras morir su padre Mutaga IV el 16 de diciembre de 1915.

## Biografía
Hijo de Mutaga IV Mbikije y de la princesa Ngenzahago, del clan Munyagisaka. A la muerte de su padre se convirtió en rey —mwami—, bajo la regencia de la reina Ririkumutima. El 28 de agosto de 1929 terminó la regencia al alcanzar la mayoría de edad. Como los demás reyes de Burundi, era de etnia Ganwa. En la primera parte de su reinado Burundi fue transferido de Alemania a Bélgica como consecuencia de su derrota en la Primera Guerra Mundial. Era rey de Burundi cuando este país recibió su independencia el 1 de julio de 1962 y se convirtió en una monarquía constitucional.
Tras un golpe de Estado promovido por los hutus en octubre de 1965 se trasladó a Suiza y en marzo de 1966 designó a su único hijo vivo para que ejerciera en su nombre sus poderes. Fue depuesto por Michel Micombero en favor de su hijo Ntare V el 8 de julio de 1966. Pasó el resto de su vida en Suiza hasta su fallecimiento el 26 de abril de 1977.

## Distinciones

### Nacionales
- Gran Maestre de la Real Orden del Príncipe Louis Rwagasore ( Burundi, 1 de julio de 1962).
- Gran Maestre de la Real Orden de Ruzinko (Real Tambor Masculino) ( Burundi, 1 de julio de 1962).
- Gran Maestre de la Real Orden de Karyenda (Real Tambor Femenino) (1 de julio de 1962). ( Burundi, 1 de julio de 1962).

### Extranjeras
- Gran Oficial de la Orden de la Estrella Africana ( Bélgica, 1949).
- Medalla del Esfuerzo de Guerra Colonial 1940-1945 ( Bélgica, 1950).

- Caballero Gran Cruz de la Orden de Leopoldo II ( Bélgica, 2 de junio de 1955).
- Gran Cordón de la Orden de Leopoldo II ( Bélgica, 1 de julio de 1962).
- Caballero Gran Cruz de la Orden al Mérito de la República Italiana ( Italia, 1962).
- Caballero de la Orden de los Serafines ( Suecia, 1963).
- Caballero Gran Cruz con Collar de la Orden de San Olaf ( Noruega, 1963).